# فارزيا برانكا
فارزيا برانكا بلدية في ولاية بياوي في المنطقة الشمالية الشرقية من البرازيل.